# Ayu Utami
Justina Ayu Utami (ur. 21 listopada 1968 w Bogorze) – indonezyjska pisarka.

## Życiorys
Studiowała rusycystykę na Uniwersytecie Indonezyjskim.

## Twórczość
Powieści
- Saman (1998)
- Larung (2001)
- Bilangan Fu (2008)
- Manjali dan Cakrabirawa (2010)

Zbiory esejów
- Si Parasit Lajang (2003)

Biografie
- Cerita Cinta Enrico (2012)
- Soegija: 100% Indonesia (2012)

Źródło: .

## Wyróżnienia i nagrody
- Laureatka konkursu Rady Sztuki w Dżakarcie
- Prince Claus Award 2000
- Khatulistiwa Literary Award 2008

Źródło: .